# هنس دیتر پتچ
هنس دیتر پتچ (انگلیسی: Hans Dieter Pötsch؛ زادهٔ ۲۸ مارس ۱۹۵۱) کارآفرین و مدیر ارشد اجرایی اهل اتریش است، که هم‌اکنون بعنوان رئیس هیئت مدیره گروه فولکس‌واگن و مدیرعامل شرکت هلدینگ پورشه اس‌ای فعالیت می‌کند. وی در سال ۲۰۱۵ جایگزین فردیناند پیئش در رأس شرکت خودروسازی فولکس‌واگن شد.